# Kalliopī Ouzounī
Kalliopī Ouzounī (in greco Καλλιόπη Ουζούνη?; Salonicco, 8 febbraio 1973) è un'ex pesista greca.

## Palmarès
| Anno | Manifestazione | Sede              | Evento         | Risultato | Misura  | Note             |
| ---- | -------------- | ----------------- | -------------- | --------- | ------- | ---------------- |
| 1999 | Mondiali       | Siviglia          | Getto del peso | 16ª       | 17,79 m |                  |
| 2000 | Olimpiadi      | Sydney            | Getto del peso | 7ª        | 18,63 m | Record nazionale |
| 2001 | Mondiali       | Edmonton          | Getto del peso | 16ª       | 16,82 m |                  |
| 2002 | Europei        | Monaco di Baviera | Getto del peso | 12ª       | 17,38 m |                  |
| 2004 | Olimpiadi      | Atene             | Getto del peso | 12ª       | 18,03 m |                  |